# Phong trào độc lập Đài Loan
Phong trào độc lập Đài Loan hay Đài độc (臺獨 hoặc 台獨) là một phong trào chính trị theo đuổi sự độc lập chính thức cho Đài Loan.
Các mục tiêu của việc độc lập đã phát sinh từ luật pháp quốc tế liên quan đến Hiệp ước San Francisco năm 1952. Những người ủng hộ cho rằng khi Nhật Bản từ bỏ tất cả các quyền đối với đảo Đài Loan và Bành Hồ vào năm 1952, nó không nêu rõ quốc gia kế nhiệm. Do đó, chủ quyền của hai vùng lãnh thổ nên được xác định bởi người Đài Loan thông qua quyền tự quyết và trưng cầu dân ý ở Đài Loan.
Độc lập cho Đài Loan được hỗ trợ bởi Liên minh Phiến lam ở Đài Loan, nhưng bị Liên minh Phiến lam phản đối, với mục đích tìm cách giữ lại một chút mơ hồ hiện trạng của Trung Hoa Dân Quốc theo Đồng thuận 1992, hoặc dần dần thống nhất với Trung Quốc đại lục tại một thời điểm sau này.
Việc sử dụng từ độc lập cho Đài Loan có thể khá mơ hồ. Nếu một số người ủng hộ nói rõ rằng họ đồng ý với sự độc lập của Đài Loan, họ có thể đề cập đến khái niệm chính thức tạo ra một Cộng hòa Đài Loan độc lập, hoặc với khái niệm rằng Đài Loan đã đồng nghĩa với Trung Hoa Dân Quốc hiện tại từ Nghị quyết về Tương lai của Đài Loan và Trung Hoa Dân Quốc - Đài Loan đã độc lập sẵn rồi (như được phản ánh trong khái niệm phát triển từ Bốn không và một không có với chính sách Mỗi bên một quốc gia); cả hai ý tưởng này đều đi ngược lại với tuyên bố của Cộng hòa Nhân dân Trung Hoa. Một số người ủng hộ việc loại trừ Kim Môn và Mã Tổ, hiện vẫn đang bị Trung Hoa Dân Quốc kiểm soát nhưng thực tế là một phần của định nghĩa về Trung Quốc đại lục. Do đó, sự khác biệt giữa các ý kiến của các lực lượng khác nhau trong việc ủng hộ độc lập và chống lại độc lập có thể rất phức tạp.
Từ 1683 đến 1894, Đài Loan bị Nhà Thanh cai trị. Sau Chiến tranh Trung-Nhật đầu tiên vào năm 1895, Đài Loan đã được chính quyền nhà Thanh nhượng lại cho Đế quốc Nhật Bản thông qua Hiệp ước Shimonoseki. Vào cuối Thế chiến II năm 1945, Đài Loan được đặt dưới sự kiểm soát của Trung Hoa Dân Quốc, mà được công nhận rộng rãi là Trung Quốc. Kể từ sự thất bại và triệt thoái của Đảng cầm quyền Quốc dân Đảng của chính phủ Trung Hoa Dân Quốc ra khỏi Trung Quốc đại lục vào năm 1949, chính phủ Trung Hoa Dân Quốc chỉ còn kiểm soát Đài Loan và các đảo phụ cận. Đó là một điểm gây tranh cãi về việc liệu Đài Loan đã giành được độc lập trên thực tế theo Hiến pháp của Trung Hoa Dân Quốc sửa đổi năm 2005 hay chưa.

## Lịch sử của phong trào
Nhiều người ủng hộ độc lập cho Đài Loan xem lịch sử Đài Loan từ thế kỷ 17 là một cuộc đấu tranh liên tục để giành độc lập và sử dụng nó như một nguồn cảm hứng cho phong trào chính trị hiện nay.
Theo quan điểm này, người dân bản địa Đài Loan và những người đã cư trú ở đó đã nhiều lần bị chiếm đóng bởi các nhóm bao gồm người Hà Lan, Tây Ban Nha, Minh, Trịnh Thành Công và những người trung thành với nhà Minh, Thanh, Nhật Bản và cuối cùng là những người Quốc gia Trung Quốc được lãnh đạo bởi Quốc dân Đảng. Từ quan điểm của một người ủng hộ độc lập, phong trào đòi độc lập của Đài Loan bắt đầu dưới sự cai trị của nhà Thanh vào những năm 1680, dẫn đến một câu nói nổi tiếng ngày đó, "Cứ ba năm một cuộc nổi dậy, cứ năm năm lại có khởi nghĩa". Những người ủng hộ độc lập Đài Loan đã so sánh Đài Loan dưới sự cai trị của Quốc dân Đảng với Nam Phi thời Apartheid. Phong trào đòi độc lập của Đài Loan trong thời kỳ thuộc đế quốc Nhật Bản được Mao Trạch Đông và các lãnh đạo Đảng Cộng sản Trung Quốc ủng hộ vào những năm 1930 như một biện pháp giải phóng Đài Loan khỏi ách thống trị của Nhật Bản.
Khi Chiến tranh thế giới thứ hai kết thúc vào năm 1945, bằng cách ban hành "Tổng lệnh số 1" cho Tư lệnh tối cao cho các cường quốc đồng minh, quân Đồng minh đã đồng ý rằng Quân đội Cộng hòa Trung Quốc dưới thời Quốc dân Đảng sẽ "tạm thời chiếm Đài Loan, thay mặt cho Lực lượng Đồng minh." 

### Thời kỳ thiết quân luật

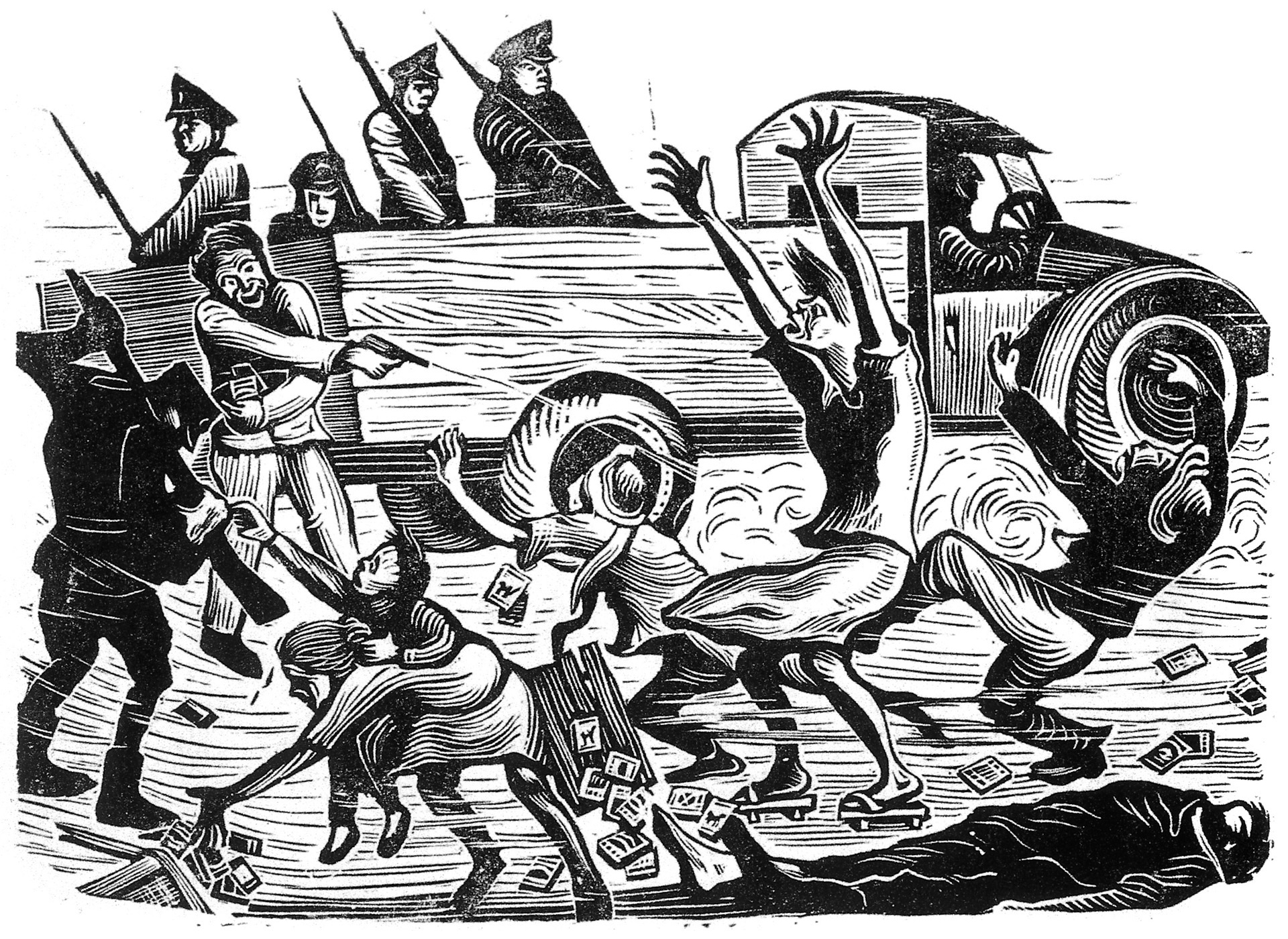
Bản khắc gỗ "Cuộc kiểm tra khủng khiếp" mô tả vụ thảm sát ngày 28 tháng 2 năm 1947.

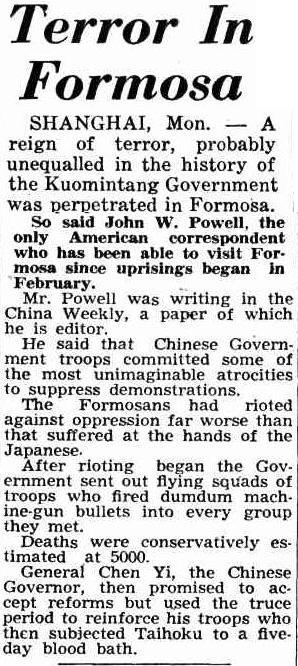
"Terror In Formosa", một bài báo từ The Daily News of Perth, đã báo cáo tình trạng này vào tháng 3 năm 1947.

Phong trào chính trị hiện đại cho độc lập Đài Loan bắt nguồn từ thời thuộc địa của Nhật Bản nhưng chỉ trở thành một lực lượng chính trị khả thi trong Đài Loan vào những năm 1990. Độc lập của Đài Loan được ủng hộ định kỳ trong thời kỳ thực dân Nhật Bản, nhưng đã bị chính phủ Nhật đàn áp. Những nỗ lực này là mục tiêu của Đảng Cộng sản Đài Loan vào cuối những năm 1920. Không giống như các công thức hiện tại và phù hợp với suy nghĩ của Cộng đồng, một nhà nước như vậy sẽ là một nhà nước vô sản. Khi Chiến tranh thế giới thứ hai kết thúc vào năm 1945, sự cai trị của Nhật Bản đã chấm dứt, nhưng sự cai trị chuyên quyền tiếp theo của Quốc Dân Đảng sau đó đã làm hồi sinh các lời kêu gọi quyền cai trị địa phương. Tuy nhiên, đó là một phong trào được hỗ trợ bởi các sinh viên Trung Quốc sinh ra trên đảo và không liên quan đến Quốc dân Đảng. Nguồn gốc của phong trào xuất phát ở Mỹ và Nhật Bản. Trong những năm 1950, một Chính phủ lâm thời Cộng hòa Đài Loan đã được thành lập tại Nhật Bản. Liêu Văn Nghị trên danh nghĩa là Tổng thống. Đã có lúc giữ quan hệ gần như chính thức với Indonesia mới độc lập. Điều này có thể chủ yếu thông qua các kết nối giữa Sukarno và người liên lạc Đông Nam Á của Chính phủ lâm thời, Trần Trí Hùng là người đã hỗ trợ các phong trào kháng chiến tại địa phương của Indonesia chống lại sự cai trị của Nhật Bản.
Sau khi Quốc dân Đảng bắt đầu cai trị hòn đảo, trọng tâm của phong trào là phương tiện cho sự bất mãn của người Đài Loan chống lại sự cai trị của "người đại lục" (tức là người gốc Hoa đại lục đã trốn sang Đài Loan với Quốc dân Đảng vào cuối những năm 1940). Sự kiện ngày 28 tháng 2 năm 1947 và đạo luật quân sự kéo dài cho đến năm 1987 đã góp phần tạo nên cái gọi là cảm giác khủng bố trắng trên đảo. Năm 1979, sự cố Cao Hùng xảy ra khi phong trào dân chủ và độc lập được tăng cường.
Từ năm 1949 đến năm 1991, vị trí chính thức của chính phủ Trung Hoa Dân Quốc tại Đài Loan là chính phủ hợp pháp của tất cả Trung Quốc và nó đã sử dụng vị trí này để biện minh cho các biện pháp độc đoán như từ chối bỏ ghế do các đại biểu được bầu trên đất liền vào năm 1947 cho nhân dân lập pháp. Phong trào độc lập Đài Loan đã tăng cường để đáp ứng điều này và đưa ra một tầm nhìn thay thế về một nước Cộng hòa Đài Loan có chủ quyền và độc lập. Tầm nhìn này được thể hiện thông qua một số biểu tượng như việc sử dụng tiếng Đài Loan để phản đối tiếng Hoa phổ thông do nhà trường dạy.
Một số học giả đã phác thảo các phiên bản khác nhau của một hiến pháp, như cả tuyên bố chính trị hoặc tầm nhìn và như là sự rèn luyện trí tuệ. Hầu hết các dự thảo này ủng hộ một quốc hội lưỡng viện hơn là hệ thống tổng thống. Trong ít nhất một dự thảo như vậy, ghế ở thượng viện sẽ được chia đều cho các dân tộc được thành lập của Đài Loan. Trong những năm 1980, chính phủ Quốc dân Đảng đã xem xét công bố những ý tưởng hình sự này. Trong trường hợp kịch tính nhất, nó đã quyết định bắt giữ nhà xuất bản ủng hộ độc lập Đặng Nam Dung vì đã xuất bản một phiên bản trên tạp chí Ngoại Đảng của mình, Liberty Era Weekly (時代). Thay vì tự nộp mình, Đặng đã tự thiêu để phản kháng. Các chiến dịch và chiến thuật khác đối với một Nhà nước như vậy đã bao gồm các thiết kế mời chào từ công chúng cho một quốc kỳ mới (xem hình ảnh bên phải) và quốc ca (ví dụ, Taiwan the Formosa). Gần đây hơn, Chiến dịch sửa tên Đài Loan (台灣正名運動) đã đóng một vai trò tích cực. Tuy nhiên, nhiều người ủng hộ độc lập truyền thống đã chỉ trích việc thay tên chỉ là một chiến thuật hời hợt không có tầm nhìn lớn hơn, vốn có trong chương trình nghị sự của Cộng hòa Đài Loan.
Nhiều phong trào Độc lập Đài Loan ở nước ngoài, như Hiệp hội Formosa, Thế giới Độc lập của Hoa Kỳ, Formosans Độc lập (Nhật Bản), Liên minh Độc lập của Formosa ở Châu Âu, United Formosa ở Mỹ vì Độc lập, Ủy ban Nhân quyền Formosa (Toronto), đã xuất bản "The Formosa độc lập" trong nhiều tập với nhà xuất bản "Hiệp hội Formosan." Trong "Formosa độc lập, tập 2-3", họ đã cố gắng biện minh cho sự hợp tác của Đài Loan với Nhật Bản trong Thế chiến II bằng cách nói rằng "bầu không khí bao trùm toàn bộ lãnh thổ Nhật Bản, bao gồm cả Hàn Quốc và Formosa, và cả vùng đất chính của Nhật Bản", khi các ấn phẩm của Đài Loan ủng hộ "thánh chiến" của Nhật Bản và những người thực hiện nó không có lỗi.
Nhà lãnh đạo Quốc dân Đảng chống cộng, Tưởng Giới Thạch, Chủ tịch nước Trung Hoa Dân Quốc tại Đài Loan, tin rằng người Mỹ sẽ âm mưu đảo chính ông ta cùng với Đài Loan độc lập. Năm 1950, Tưởng Chính Quốc trở thành giám đốc cảnh sát bí mật, chức vị ông vẫn duy trì cho đến năm 1965. Tưởng cũng coi một số người là bạn của người Mỹ là kẻ thù của mình. Một kẻ thù của gia tộc Tưởng, Ngô Quốc Trinh, đã bị Tưởng Chính Quốc loại ra khỏi vị trí thống đốc Đài Loan và trốn sang Mỹ năm 1953. Tưởng Giới Thạch, vốn được giáo dục ở Liên Xô, khởi xướng tổ chức quân sự kiểu Xô viết trong Quân đội Trung Hoa Dân Quốc, tổ chức lại và Liên Xô hóa các sĩ quan chính trị, giám sát, và các hoạt động của Quốc dân Đảng được tuyên truyền trong quân đội. Đối lập với điều này là Tôn Lập Nhân, người được giáo dục tại Học viện quân sự Virginia của Mỹ. Tưởng đã dàn xếp phiên tòa gây tranh cãi và bắt giữ tướng Tôn Lập Nhân vào tháng 8 năm 1955, vì âm mưu đảo chính với CIA của Mỹ chống lại cha của ông là Tưởng Giới Thạch và Quốc dân Đảng. CIA bị cáo buộc muốn giúp Tôn kiểm soát Đài Loan và tuyên bố độc lập.
Trong thời kỳ thiết quân luật kéo dài đến năm 1987, thảo luận về độc lập của Đài Loan đã bị cấm ở Đài Loan, vào thời điểm phục hồi thống nhất Trung Hoa đại lục và Trung Hoa Dân Quốc là mục tiêu được ưu tiên của Quốc dân Đảng. Trong thời gian đó, nhiều người ủng hộ độc lập và những người bất đồng chính kiến khác đã trốn ra nước ngoài và thực hiện công việc vận động của họ ở đó, đặc biệt là ở Nhật Bản và Hoa Kỳ. Một phần vận động này liên quan đến việc thiết lập các tổ chức tư duy, tổ chức chính trị và mạng lưới vận động hành lang để gây ảnh hưởng đến chính trị của nước sở tại, đặc biệt là Hoa Kỳ, đồng minh chính của Trung Hoa Dân Quốc vào thời điểm đó, mặc dù việc vận động này không thành công cho đến sau này. Ở Đài Loan, phong trào độc lập là một trong nhiều nguyên nhân bất đồng chính kiến trong phong trào dân chủ tăng cường vào những năm 1970, mà đỉnh cao là sự kiện Cao Hùng năm 1979. Đảng Tiến bộ Dân chủ (DPP) cuối cùng đã được thành lập để đại diện cho các tư tưởng bất đồng chính kiến.

### Thời kỳ đa đảng
Sau khi dỡ bỏ thiết quân luật vào năm 1987 và sự chấp nhận của chính trị đa đảng, Đảng Tiến bộ Dân chủ ngày càng trở nên đồng nhất với nền độc lập của Đài Loan, bước vào nền tảng đảng năm 1991. Đồng thời, nhiều người ủng hộ và tổ chức độc lập ở nước ngoài trở về Đài Loan và lần đầu tiên công khai thúc đẩy sự nghiệp của họ ở Đài Loan, dần dần xây dựng sự hỗ trợ chính trị. Nhiều người trước đó đã trốn sang Mỹ hoặc châu Âu và đã nằm trong danh sách đen do Quốc dân Đảng nắm giữ, điều này đã khiến họ không quay trở lại Đài Loan. Tại nơi họ đã chạy trốn, họ đã xây dựng nhiều tổ chức như Liên đoàn Đài Loan châu Âu hoặc Hiệp hội Công vụ Formosa. Đến cuối những năm 1990, DPP và Đài Loan độc lập đã giành được một khu vực bầu cử vững chắc ở Đài Loan, được hỗ trợ bởi một cơ sở ngày càng có tiếng nói và vững chắc. 

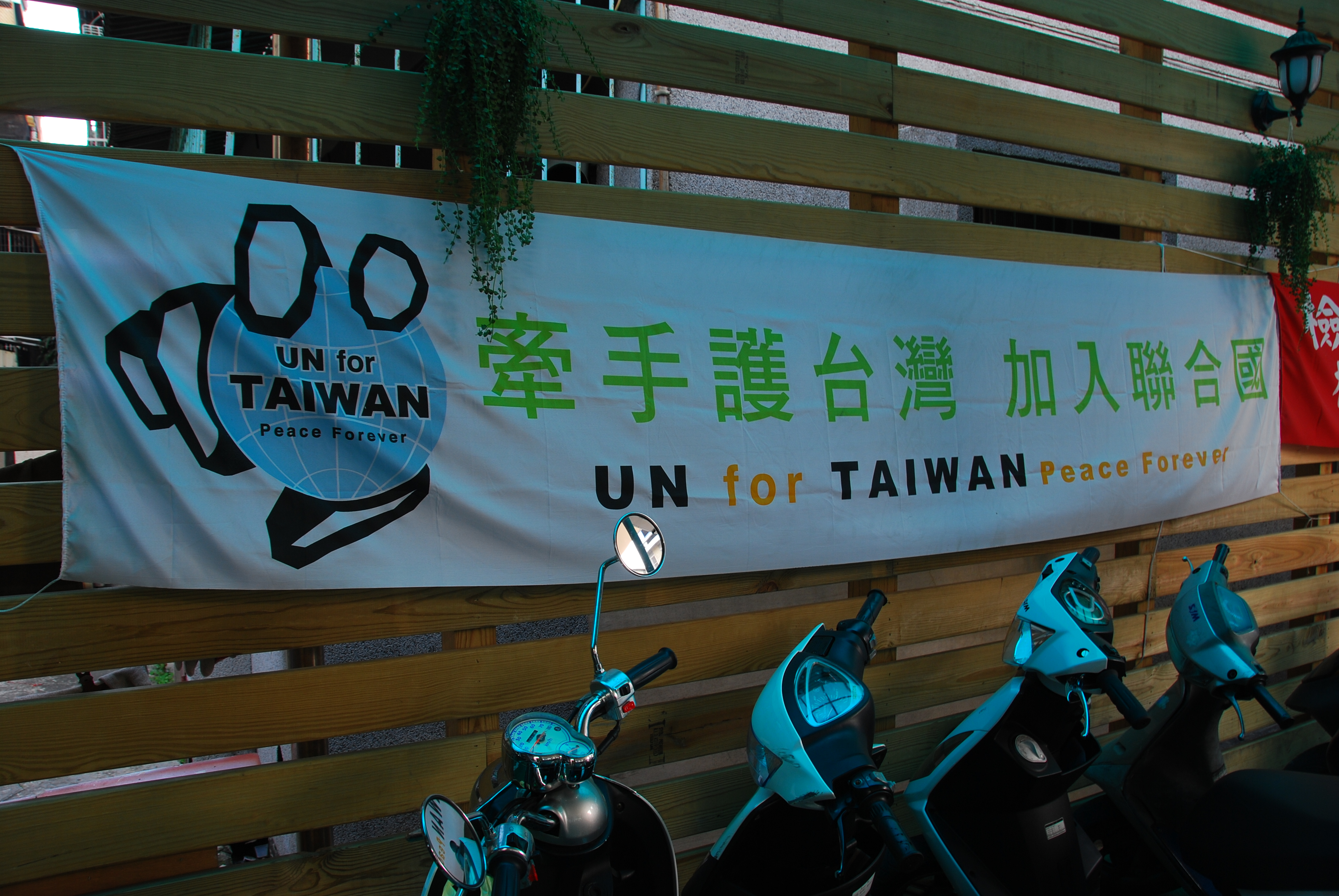
Biểu ngữ của "LHQ cho Đài Loan"

Khi DPP thành công trong bầu cử, và sau đó, Liên minh Phiến lam do DPP lãnh đạo phát triển trong những năm gần đây, phong trào độc lập Đài Loan đã chuyển trọng tâm sang chính trị bản sắc bằng cách đề xuất nhiều kế hoạch liên quan đến biểu tượng và kỹ thuật xã hội. Việc giải thích các sự kiện lịch sử như Sự cố ngày 28 tháng 2, việc sử dụng ngôn ngữ phát thanh và giáo dục tiếng mẹ đẻ trong trường học, tên chính thức và cờ của Trung Hoa Dân quốc, khẩu hiệu trong quân đội, định hướng bản đồ đều là những vấn đề đáng quan tâm cho đến hiện tại - ngày phong trào độc lập Đài Loan. Phong trào ở đỉnh cao vào thập niên 70 đến thập niên 90 dưới hình thức phong trào văn học Đài Loan và các biến động văn hóa khác, đã được kiểm duyệt trong những năm gần đây với sự đồng hóa của những thay đổi này. Ma sát giữa các cộng đồng "đại lục" và "bản địa" trên Đài Loan đã giảm do lợi ích chung: gia tăng mối quan hệ kinh tế với Trung Quốc đại lục, tiếp tục đe dọa xâm lược từ Cộng hòa Nhân dân Trung Hoa, và nghi ngờ liệu Hoa Kỳ có ủng hộ tuyên bố đơn phương hay không việc độc lập. Từ cuối những năm 1990, nhiều người ủng hộ nền độc lập của Đài Loan đã lập luận rằng Đài Loan, với tư cách là Trung Hoa Dân Quốc đã độc lập với đại lục, khiến cho một tuyên bố chính thức là không cần thiết. Vào tháng 5 năm 1999, Đảng Tiến bộ Dân chủ đã chính thức hóa vị trí này trong "Nghị quyết về tương lai của Đài Loan".
Năm 1995, tổng thống Đài Loan Lý Đăng Huy được phép phát biểu tại Đại học Cornell về giấc mơ độc lập của Đài Loan, lần đầu tiên một nhà lãnh đạo Đài Loan được phép đến thăm Hoa Kỳ. Điều này dẫn đến một phản ứng quân sự từ Trung Quốc bao gồm việc mua tàu ngầm Nga và tiến hành các vụ thử tên lửa gần Đài Loan.

#### Chính quyền Trần Thủy Biển (2000-2008)

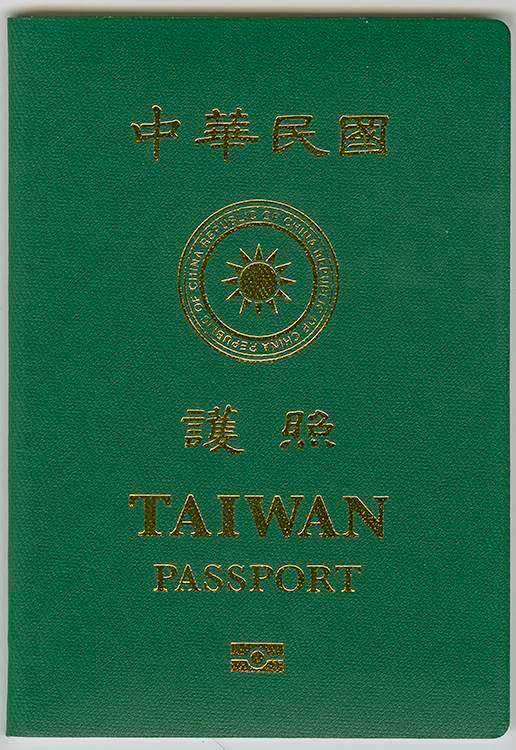
Hộ chiếu hiện tại của Trung Hoa Dân Quốc, có nhắc đến Đài Loan, để phân biệt với hộ chiếu của Cộng hòa Nhân dân Trung Hoa.

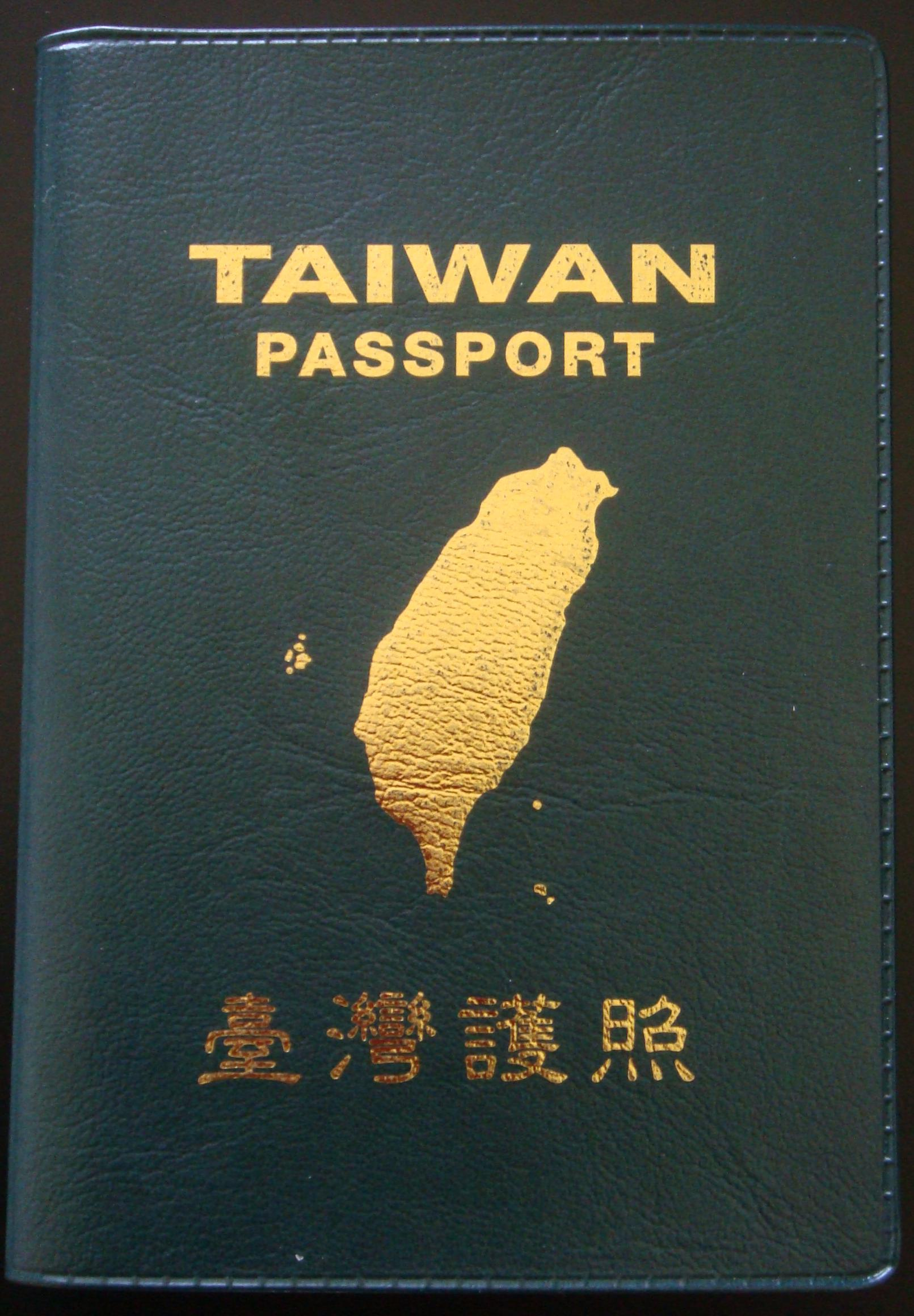
Một ví dụ về "hộ chiếu Đài Loan", thường không được chấp nhận thay cho Hộ chiếu Trung Hoa Dân Quốc

Vào tháng 2 năm 2007, Tổng thống Trần Thủy Biển đã khởi xướng thay đổi tên của các doanh nghiệp nhà nước, các đại sứ quán và văn phòng đại diện ở nước ngoài. Do đó, Chunghwa Post Co. (華) đã được đổi tên thành Công ty Bưu chính Đài Loan (臺灣 郵政) và Tập đoàn Dầu khí Trung Quốc hiện được gọi là Tập đoàn CPC, Đài Loan (臺灣 油 油) và các dấu hiệu tại các đại sứ quán của Đài Loan hiện hiển thị chữ "Đài Loan" trong ngoặc sau "Cộng hòa Trung Quốc". Năm 2007, Công ty Bưu chính Đài Loan đã phát hành tem mang tên "Đài Loan" để tưởng nhớ sự cố ngày 28 tháng 2. Tuy nhiên, tên của bưu điện đã được đặt lại thành 'Chunghwa Post Co.' sau lễ nhậm chức tổng thống Quốc dân Đảng Mã Anh Cửu năm 2008.
Trại Toàn Lam lên tiếng phản đối những thay đổi và cựu Chủ tịch Quốc dân Đảng Mã Anh Cửu nói rằng nó sẽ tạo ra những rắc rối ngoại giao và gây ra căng thẳng xuyên eo biển. Nó cũng lập luận rằng nếu không có sự thay đổi trong luật liên quan đến các doanh nghiệp nhà nước, việc thay đổi tên của các doanh nghiệp này không thể có hiệu lực. Vì trại Toàn Lam chỉ chiếm đa số nghị sĩ mỏng manh trong toàn bộ chính quyền của Tổng thống Trần, nên chính sách của Chính phủ nhằm thay đổi luật thành hiệu ứng này đã bị phe đối lập ngăn chặn. Sau đó, phát ngôn viên Bộ Ngoại giao Hoa Kỳ Sean McCormack nói rằng Hoa Kỳ không hỗ trợ các bước hành chính sẽ xuất hiện để thay đổi vị thế hoặc tiến tới độc lập của Đài Loan.
Cựu tổng thống Lý Đăng Huy tuyên bố rằng ông không bao giờ theo đuổi nền độc lập của Đài Loan. Lý coi Đài Loan đã là một quốc gia độc lập và rằng lời kêu gọi "độc lập của Đài Loan" thậm chí có thể khiến cộng đồng quốc tế bối rối khi ám chỉ rằng Đài Loan từng coi mình là một phần của Trung Quốc. Từ quan điểm này, Đài Loan độc lập ngay cả khi vẫn không thể vào Liên Hợp Quốc. Lý cho biết các mục tiêu quan trọng nhất là cải thiện sinh kế của người dân, xây dựng ý thức quốc gia, thay đổi tên chính thức và soạn thảo hiến pháp mới phản ánh thực tế hiện tại để Đài Loan có thể chính thức nhận mình là một quốc gia.

#### Chính quyền Mã Anh Cửu (2008-2016)
Cuộc bầu cử lập pháp được tổ chức vào ngày 12 tháng 1 năm 2008, dẫn đến đa số (86 trong số 113 ghế) trong cơ quan lập pháp của Quốc dân Đảng và Liên minh Toàn Lam. Đảng Tiến bộ Dân chủ của Tổng thống Trần Thủy Biển đã thất bại nặng nề, chỉ giành được 27 ghế còn lại. Đối tác cơ sở trong Liên minh Phiến lam là Liên minh Đoàn kết Đài Loan, không giành được ghế.
Hai tháng sau, cuộc bầu cử cho Chủ tịch và Phó Chủ tịch nước Trung Hoa Dân Quốc khóa 12 đã được tổ chức vào Thứ Bảy, ngày 22 tháng 3 năm 2008 Ứng cử viên Quốc dân Đảng Mã Anh Cửu đã giành chiến thắng với 58% phiếu bầu, chấm dứt tám năm cầm quyền của Đảng Dân chủ Tiến bộ. Cùng với cuộc bầu cử lập pháp năm 2008, chiến thắng chấn động của Mã đã đưa Quốc dân Đảng trở lại quyền lực ở Đài Loan.
Vào ngày 1 tháng 8 năm 2008, Hội đồng quản trị của Công ty Bưu chính Đài Loan đã quyết định đảo ngược việc thay đổi tên và khôi phục tên "Chunghwa Post". Khôi phục Hội đồng quản trị cũng như tên của tập đoàn, thuê lại giám đốc điều hành bị sa thải năm 2007 và rút lại các thủ tục phỉ báng chống lại ông.
Vào ngày 2 tháng 9 năm 2008, Tổng thống Mã xác định mối quan hệ giữa Đài Loan và Trung Quốc đại lục là "đặc biệt", nhưng "không phải là giữa hai quốc gia" - họ là quan hệ dựa trên hai khu vực của một quốc gia, với Đài Loan coi đất nước đó là Trung Hoa Dân Quốc và Trung Quốc đại lục coi hòn đảo thuộc Cộng hòa Nhân dân Trung Hoa.
Cách tiếp cận của Mã với đại lục rõ ràng là lảng tránh các cuộc đàm phán chính trị có thể dẫn đến sự thống nhất, đó là mục tiêu cuối cùng của đại lục. Nguyên tắc thống nhất quốc gia vẫn còn bị đóng băng và Ma đã ngăn chặn mọi cuộc thảo luận về việc thống nhất trong nhiệm kỳ của ông với Ba Không (không thống nhất, không độc lập và không sử dụng vũ lực).

#### Chính quyền Thái Anh Văn (2016-nay)
Đảng Tiến bộ Dân chủ, do Thái Anh Văn lãnh đạo, đã giành chiến thắng áp đảo trước Quốc dân Đảng vào ngày 20 tháng 5 năm 2016 và giành chiến thắng trong cuộc bầu cử tổng thống Đài Loan trong năm 2020. Chính quyền của bà đã tuyên bố bà tìm cách duy trì tình trạng chính trị hiện tại của Đài Loan. Chính phủ Trung Quốc tiếp tục chỉ trích chính phủ Đài Loan, vì chính quyền DPP đã từ chối công nhận chính thức Đồng thuận 1992 và Chính sách Một Trung Quốc.